# Rolf Diethelm
Rolf Diethelm (* 2. Oktober 1939 in Bern) ist ein ehemaliger Schweizer Eishockeyspieler und -trainer.

## Karriere
Der bevorzugt auf der Position des rechten Flügelstürmers agierende Berner Rolf Diethelm spielte ab 1950 als Junior beim SC Bern. Als 15-Jähriger wurde er erstmals in der Nationalliga-A-Mannschaft eingesetzt. Mit dem Stadtberner Verein gewann der rechte Flügel zweimal die Schweizer Meisterschaft, 1959 und 1965. Zunächst agierte er in einer Angriffsformation mit dem kanadischen Linksaussen Bruce Hamilton und Mittelstürmer Peter Stammbach.
Nach dem Abgang Hamiltons 1959 wurde die erste Angriffsformation des SC Bern durch das Trio Peter Zurbriggen, Stammbach und Diethelm repräsentiert. 1968 gewann Diethelm mit dem HC La Chaux-de-Fonds einen weiteren Schweizer Meistertitel. Zuvor hatte er 1965/66 bereits temporär als Cheftrainer des SC Bern gewirkt, diese Position hatte der Berner auch im Spieljahr 1968/69 inne und schaffte mit den Stadtbernern den Wiederaufstieg in die Nationalliga A. Weitere Stationen seiner Trainerlaufbahn waren Langenthal, Thun und Zunzgen-Sissach.

### International
Für die Schweiz nahm Diethelm auf internationaler Ebene unter anderem an den Olympischen Winterspielen 1964 teil. Bei diesem Turnier erreichte er mit den Eisgenossen den achten Endrang, wobei Diethelm zwei Tore erzielte. Insgesamt absolvierte er 23 Länderspiele für die Schweiz.